# Campionato francese di rugby a 15 1949-1950
Il Campionato francese di rugby a 15 di prima divisione 1949-1950  fu vinto dal Castres olympique che sconfisse il Racing in finale.

## Formula
48 squadre divise in 6 gruppi di 8 .
32 squadre ammesse ai sedicesimi di finale

## Contesto
Il Torneo delle Cinque Nazioni 1950 fu vinto dal Galles, la Francia terminò terza. La Coppa di Francia fu vinta dal FC Lourdes che sconfisse l'AS Biterroise Cheminots in finale.

## Sedicesimi di fimale
(In grassetto le qualificate al turno successivo)
- Castres olympique  - SC Angoulême  11-6
- AS Béziers - CA Bègles 10-3
- USA Limoges - Stade rochelais 6-3
- SC Mazamet - US Montauban  11-8
- Section paloise - US Dax 9-0
- Stadoceste tarbais – US Romans 11-0'
- US Carmaux  - RC Toulon  6-5
- FC Auch - Cognac  3-0
- Racing club de France - AS Soustons  17-5
- Valence - Stade montois  3-0
- USA Perpignan  - CA Périgueux  3-0
- CS Vienne  - Biarritz olympique 5-3
- Aviron bayonnais - Stade toulousain  6-3
- FC Lourdes  - RC Vichy  11-5
- AS Montferrand - CA Brive  15-12
- Lyon OU - RC Narbonne  16-4

## Ottavi di finale
(In grassetto il qualificate ai quarti)
- Castres olympique  - AS Béziers  6-3
- USA Limoges - SC Mazamet 9-3
- Section paloise - Stadoceste tarbais 11-0
- US Carmaux - FC Auch 9-0
- Racing club de France - Valence 6-5
- USA Perpignan - CS Vienne  5-3
- Aviron bayonnais - FC Lourdes  11-9
- AS Montferrand  - Lyon OU  17-5

## Quarti di finale
(In grassetto il qualificate alle semifinali)
- Castres olympique  - USA Limoges  6-3
- Section paloise - US Carmaux 8-0
- Racing club de France - USA Perpignan  17-0
- Aviron bayonnais - AS Montferrand 8-3

## Semifinali
- Castres olympique - Section paloise  12-11
- Racing club de France - Aviron bayonnais 13-9'

## Finale
| Arbitro: | Charles Durant |

| |            | |
| mete: Matheu-Cambas (3) Balent e Espanol trasf.: Pierre-Antoine | Marcatori  | mete: Porthault (2) trasf.: Desclaux |
| Clément Fité André Alary Jacques Larzabal Georges Amen Jean Pierre-Antoine René Coll Jean Matheu-Cambas Victor Lâchât André Chanfreau Albert Torrens Armand Balent Robert Espanol Jacques Siman Maurice Siman Joseph Moreno | Formazioni | Michel Fontvielle Jean Benetière Jean Lhospital Christian Guilbert François Varenne Pierre Salles-Robis Jean-Claude Bourrier Louis Pardas Gérard Dufau Louis Dionnet Fernand Cazenave Francis Desclaux Pierre Jeanjean Alain Porthault Pierre Dizabo |